# Eleição para governador do Alasca em 1986
A eleição para governador do estado americano do Alasca em 1986 foi realizada em 4 de novembro de 1986 e elegeu o governador do Alasca. As primárias foram realizadas em 26 de agosto de 1982.
As primárias dos partidos democrata e republicano foram realizadas junta. Steve Cowper (Dem.) teve 24% e foi escolhido pelo partido, o governador Bill Sheffield teve 18%, a republicana Arliss Sturgulewski com 17%, Walter Hickel 15% e Richard L. Randolph com 12%.
Na eleição geral Steve Cowper	venceu com 47,31%, Arliss Sturgulewski com 42,61%, Joe Vogler com 5,58% e Walter Hickel com 2,76%.